# 木斯里

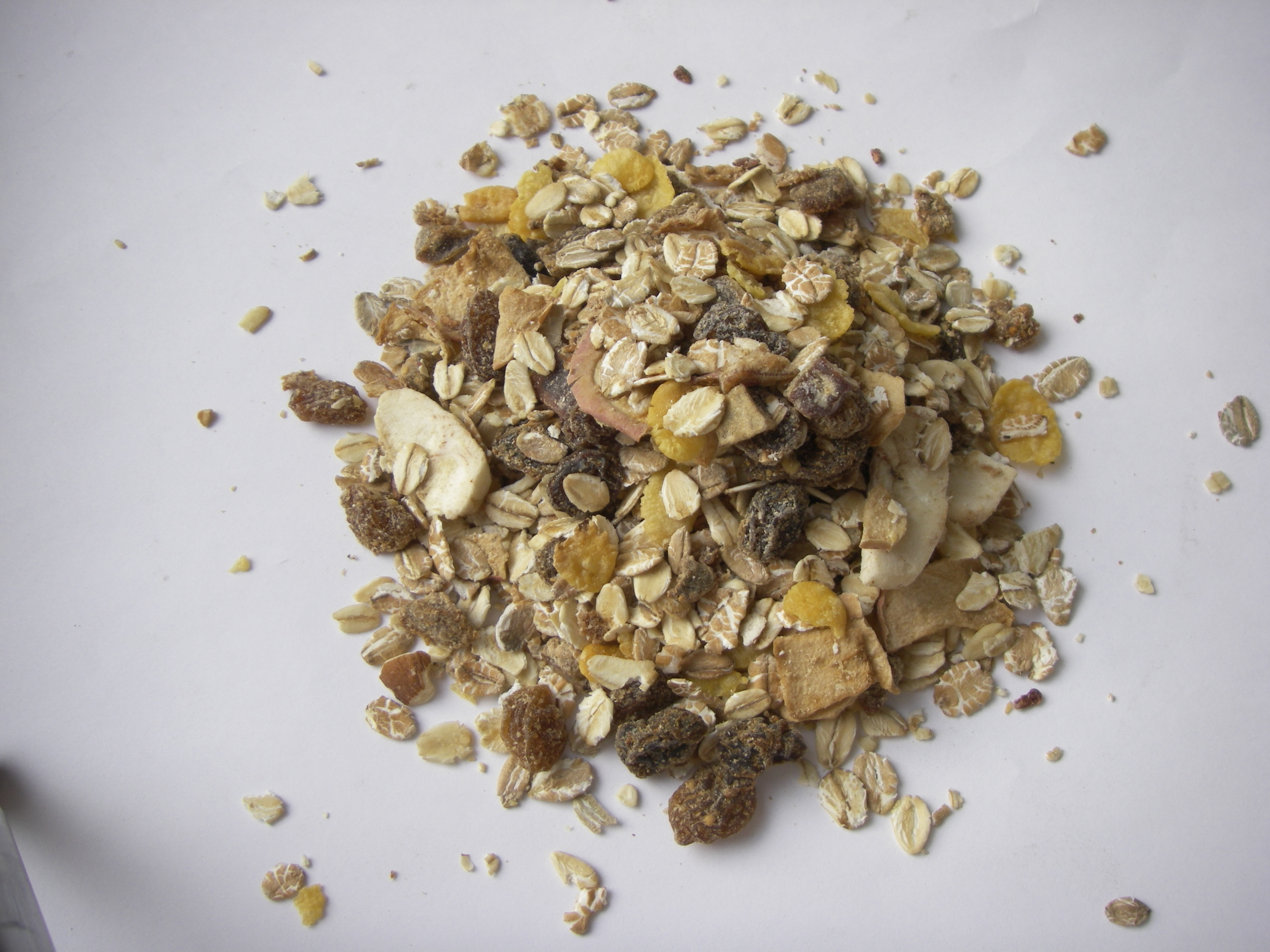
有包装的木斯里

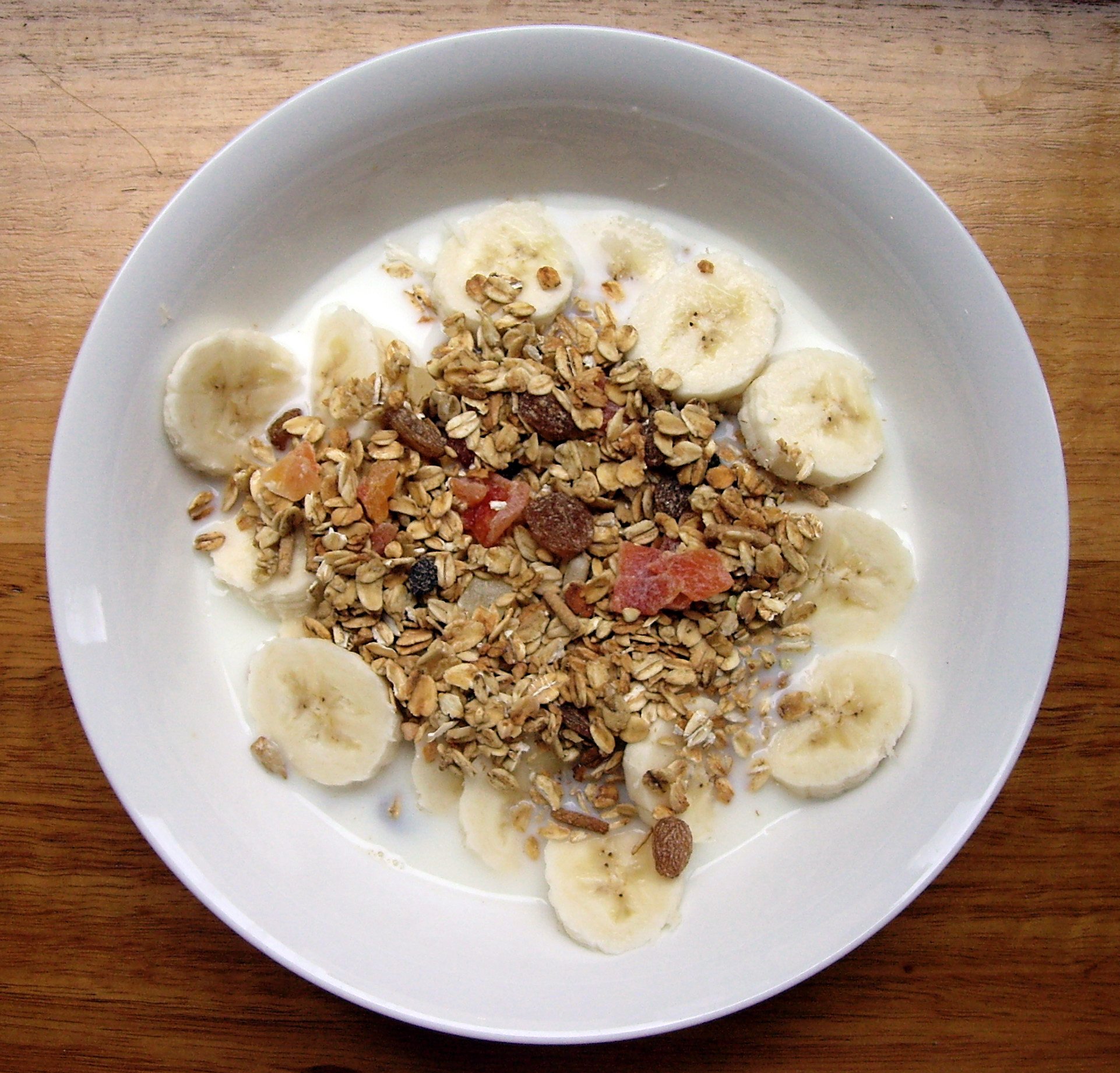
加牛奶和香蕉的新鲜木斯里

木斯里（德語：Müsli / Müesli），另称瑞士什锦早餐（德語：Bircher Muesli），是指以未煮的麦片、水果和坚果为主的一种流行的早餐。本来是由瑞士营养家Maximilian Bircher-Benner专门为了他医院里的病人而研究出来的。当今在西方已到处可取，形式多种多样，譬如，乾形式，即食形式，而且也可以在家自己做。在瑞士和德国，木斯里也经常当作简便的晚餐。

## 歷史
木斯里是由瑞士醫生Maximilian Bircher-Benner在1900年研製，外語全稱為Birchermüesli。事緣他和妻子在瑞士阿爾卑斯山遠足時，吃了一種與木斯里相似的食品，從而受到啟發研製。木斯里是一種含有豐富新鮮蔬果的食品，對病人很有益。1960年代，由於西方國家開始關注素食和健康食物，木斯里也越來越流行。最初的木斯里先以清水和檸檬汁泡浸一晚，然後配以酸奶食用。

### 有包装的木斯里
有包装的木斯里是燕麦片和玉米片、干水果、坚果和瓜子混合。通常也包含小麦，黑麦等其它的谷物。有多种类型，包括含蜂蜜，调料，巧克力等成分的木斯里。此干包形式的木斯里能储存数月。其做法极为简单和迅速，只添加牛奶，豆浆，酸奶，咖啡，热巧克力，果汁，或纯水即可。

### 新鲜的木斯里
新鲜的木斯里一般用纯燕麦片来做。人们经常先把麦片泡水过夜，但是加牛奶，酸奶，果汁等饮料也可以直接吃。另外能添加各种各样的新鲜或干的水果，例如，香蕉、苹果、葡萄等。其它的合适成分包括柠檬汁，坚果，瓜子，调料（特别是桂皮）和蜂蜜。

## 類似食品
- 玉米片
- 麥片
- 穀麥